# Quercus howellii
Quercus howellii là một loài thực vật có hoa trong họ Cử. Loài này được Tucker miêu tả khoa học đầu tiên năm 1953.